# Palais national de la culture et des sports
Le palais des sports Mahamasina ou palais des sports et la culture Mahamasina  est une salle de sports et de spectacles située à Mahamasina, le 4ème arrondissement d'Antananarivo à Madagascar. 

## Description
L'édifice est construit dans l'enceinte du Stade Municipal de Mahamasina.
Il peut accueiĺir 7 092 spectateurs.
Il accueille des compétitions sportives (football, handball, basket ball,,...) comme la Coupe 2015 des Clubs Champions de l'Océan Indien (CCCOI) de handball.
Il accueille aussi des concerts et autres spectacles.